# Just Give Me a Reason
Just Give Me a Reason è un singolo della cantautrice statunitense Pink, pubblicato il 5 febbraio 2013 come terzo estratto dal sesto album in studio The Truth About Love.
Il singolo ha visto la collaborazione del leader dei Fun. Nate Ruess.

## Produzione
Inizialmente, questa canzone era stata scritta da Pink per essere cantata da solista, ma la cantante comprese subito che aveva bisogno di qualcun altro che cantasse la canzone con lei poiché credeva che dovesse essere cantata come una discussione. Lei domandò a Nate Ruess di duettare con lei ma il cantante inizialmente non accettò. Alla fine riuscì a convincerlo a cantare con lei.
"Just Give Me a Reason" è incentrata sul desiderio di mantenere viva una relazione, sebbene sembra che stia andando a rotoli.

## Descrizione
Just Give Me a Reason è una ballata pop scritta da Pink e Jeff Bhasker, e prodotta da quest'ultimo. La canzone comincia con un piano che suona. Pink comincia a cantare le prime due strofe. Poi ne canta una Nate Ruess e si alterneranno per il resto della canzone, cantando alcune parti anche in duetto. La canzone dura 4 minuti e 3 secondi.

## Video musicale
Immagini dal video vennero postate su Twitter. In queste immagini veniva mostrata Pink sopra un letto con suo marito Carey Hart. I fan capirono subito che erano immagini dal video per "Just Give Me a Reason". Le immagini furono subito cancellate.
Oltre al video, la canzone è stata subito accompagnata da un lyric video. Nello sfondo di questo video sono presenti delle stelle che scintillano.
È uno dei video che ha ottenuto la certificazione Vevo.

## Successo commerciale
La canzone già prima della pubblicazione come singolo debuttò all'interno di alcune classifiche. Si classificò alla posizione 168 della classifica francese, alla posizione 106 della Billboard Hot 100 americana (Bubbling under hot 100), alla posizione 75 della Canadian Hot 100 e alla 65 nella classifica Svizzera.
Just Give Me a Reason diventa il primo singolo di Pink a raggiungere la vetta nella classifica italiana, e il quarto in quella americana dopo Lady Marmalade, So What e Raise Your Glass.
Al 10 maggio 2013, il singolo ha superato il mezzo milione di copie vendute nel Regno Unito. Invece, negli Stati Uniti, è risultato il secondo singolo più venduto nei primi sei mesi del 2013, con oltre 3 524 000 copie vendute.

## Classifiche

### Classifiche settimanali
| Classifica (2012/13) | Posizione massima |
| -------------------- | ----------------- |
| Albania              | 2                 |
| Australia            | 1                 |
| Austria              | 1                 |
| Belgio (Fiandre)     | 2                 |
| Belgio (Vallonia)    | 3                 |
| Canada               | 1                 |
| Danimarca            | 3                 |
| Finlandia            | 4                 |
| Francia              | 4                 |
| Germania             | 1                 |
| Giappone             | 86                |
| Irlanda              | 1                 |
| Islanda              | 1                 |
| Israele              | 2                 |
| Italia               | 1                 |
| Lussemburgo          | 1                 |
| Norvegia             | 2                 |
| Nuova Zelanda        | 1                 |
| Paesi Bassi          | 1                 |
| Regno Unito          | 2                 |
| Repubblica Ceca      | 1                 |
| Slovacchia           | 1                 |
| Spagna               | 8                 |
| Stati Uniti          | 1                 |
| Stati Uniti (Pop)    | 1                 |
| Svezia               | 1                 |
| Svizzera             | 2                 |

### Classifiche di fine anno
| Classifica (2013) | Posizione |
| ----------------- | --------- |
| Australia         | 6         |
| Austria           | 6         |
| Belgio (Fiandre)  | 15        |
| Belgio (Vallonia) | 18        |
| Canada            | 3         |
| Francia           | 16        |
| Irlanda           | 5         |
| Italia            | 5         |
| Nuova Zelanda     | 3         |
| Paesi Bassi       | 4         |
| Regno Unito       | 8         |
| Stati Uniti       | 7         |
| Svizzera          | 8         |

## Cover
Il gruppo pop punk We Are the In Crowd ha realizzato nel 2013 una cover della canzone assieme al cantante Alex Goot.
Durante la quarta edizione del talent show The Voice, la concorrente Michelle Chamuel (che già durante la fase degli Knockout realizzò una cover di Raise Your Glass) cantò questa canzone di P!nk per passare alla puntata successiva, riuscendoci.